# St. Gordianus (Bad Kreuznach)

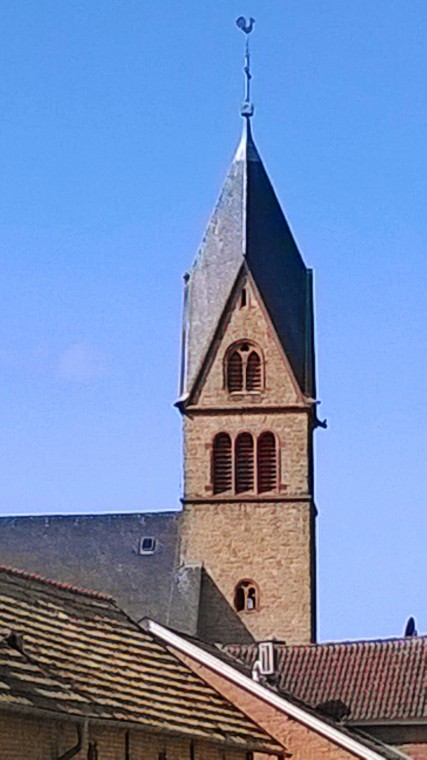
Der Kirchturm von St. Gordianus über den Dächern von Bad Kreuznach-Planig.

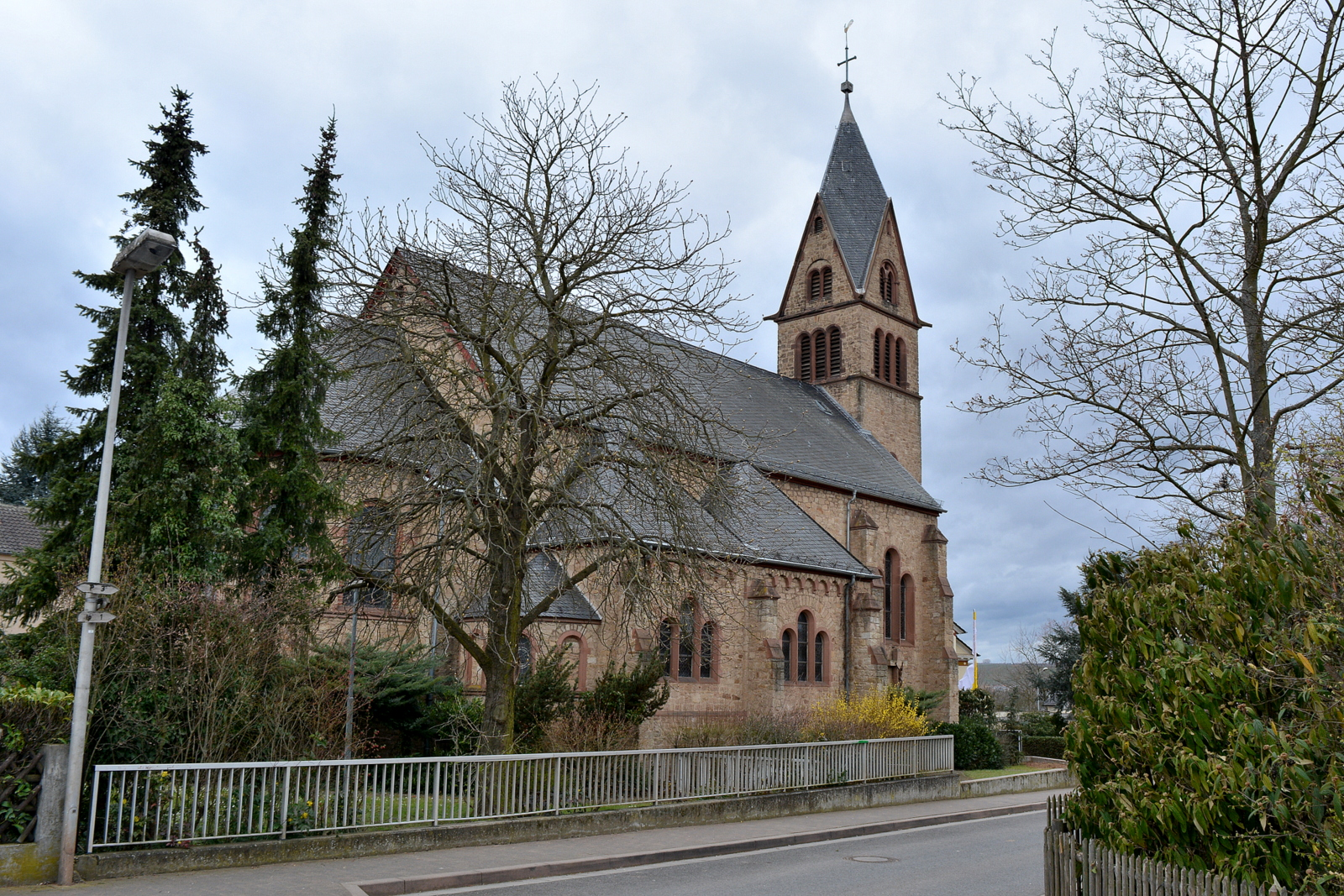
St. Gordianus in Bad Kreuznach-Planig.

Die Filialkirche St. Gordianus ist eine katholische Kirche in Bad Kreuznach, Rheinland-Pfalz. Sie befindet sich im Stadtteil Planig.
Seit 2025 ist sie Nebenkirche innerhalb der katholischen Pfarrei Hl. Hildegard von Bingen, Rhein und Nahe, die im Westen des Bistums Mainz liegt und auch die Stadt Bad Kreuznach umfasst.

## Geschichte
Nach der Reformation benutzten Katholiken und Protestanten gemeinsam die alte Kirche aus dem 12. Jahrhundert. In den Jahren 1899 und 1900 bauten die Katholiken dann eine eigene neue Kirche, die heutige Filialkirche. Sie wurde 1901 dem Heiligen Gordianus und dem Heiligsten Herzen Jesu geweiht. 1936 fügte man an der Westseite ein Pfarrhaus an. Die Kirche wurde 1970 und 1998 innen und der Turm 2020 renoviert.

## Architektur
Man errichtete eine neuromanische Pseudobasilika nach den Plänen des Mainzer Kirchenbaumeisters Ludwig Becker. Die Außenwände bestehen aus hellbraunen Bruchsteinen mit Gliederungen aus rotem Sandstein. Die Dächer sind mit Schieferplatten gedeckt. Im Innern sind die Wände verputzt und weiß gestrichen, die Rundbögen und Säulen sind farblich akzentuiert. Das nach Südosten ausgerichtete Kirchenschiff ist von einem Querschiff durchschnitten und hat ein Kreuzgratgewölbe. Das Hauptschiff endet mit dem Chorraum in einer breiten Apsis. Sie ist mit sieben Fenstern und darunter mit einem Rundbogenfries gestaltet. Am anderen Ende des Hauptschiffs befindet sich eine Empore mit der Orgel. Das Querschiff geht in zwei Seitenschiffe über. Diese sind durch Pfeilerarkaden vom Hauptschiff getrennt und besitzen ebenso Apsiden. Der 36 Meter hohe Kirchturm steht vor dem Hauptschiff und hat ein spitz zulaufendes rautenförmiges Dach.

## Ausstattung
Die Fenster wurden im Jahr 1900 vom Mainzer Glasmaler Bernhard Kraus geschaffen. Bemerkenswert sind die Chorfenster mit Darstellungen aus dem Leben Christi sowie Porträts von Heiligen in den Fenstern der Seitenschiffe. Die Firma Georg Busch und Söhne aus Hanau-Steinheim fertigte 1907 die vier großen Wandgemälde Schöpfung, Sündenfall, Kreuzestod und Wiederkunft Christi am fensterlosen Obergaden des Hauptschiffs an. Die meisten Statuen sind barocken Ursprungs und stammen aus der Verbindung der Pfarrei zum Kloster St. Jakob in Mainz (Geschichte von Planig). Der Orgelprospekt ist 1908 von Michael Körfer aus Gau-Algesheim eingebaut worden. Im Turm befinden sich drei Bronzeglocken von der Gießerei Otto in Bremen-Hemelingen. Sie stammen noch aus der Erbauungszeit der Kirche und haben die Weltkriege überstanden.
|                   | Marienglocke | Josefsglocke | Michaelsglocke |
| ----------------- | ------------ | ------------ | -------------- |
| Durchmesser in mm | 1020         | 900          | 820            |
| Gewicht in kg     | 702          | 498          | 358            |
| Schlagton         | as′          | b′           | c″             |